# Tiberius Gracchus
Pour les articles homonymes, voir Sempronius Gracchus.
Tiberius Sempronius Gracchus, né en 168 ou 163 av. J.-C. et mort en 133 av. J.-C., forme avec son frère Caius Gracchus les « Gracques ».

## Biographie

### Origine et formation
Tiberius a épousé Claudia Pulcheria, fille du consul Appius Claudius Pulcher, princeps senatus, il est le beau-frère de Scipion Émilien et le petit-fils de Publius Cornelius Scipio Africanus dit Scipion l'Africain, le grand vainqueur de la deuxième guerre punique.
Tiberius apprit la rhétorique auprès de Diophane de Mitylène et Blossius de Cumes, un Stoïcien, fut son maître de philosophie. Il a donc été initié très tôt aux débats philosophiques autour des notions d'égalité et de citoyenneté.
Il fut d'abord questeur en 137 av. J.-C. et fut envoyé en Espagne avec le consul Caius Hostilius Mancinus. Il sauva l'armée romaine de l'incompétence du consul alors qu'elle se trouvait encerclée et à la merci de l'ennemi. Il négocia une paix avec les Numantins (Espagne) car son père avait instauré de bons rapports entre sa famille et les Numantins et s'était constitué une clientèle solide. Mais cette paix, rejetée par le Sénat, mit un terme à sa carrière militaire, et perturba les rapports que Tibérius entretenait avec le Sénat.

### Tribun réformateur
Selon Plutarque, l'idée d'une réforme agraire lui vint alors qu'il traversait l'Étrurie en direction de Numance. Il fut frappé par ces immenses domaines exploités par des hordes d'esclaves et aussi par ces immenses terrains vides d'hommes.
En 133 av. J.-C., il est tribun de la plèbe et soumet sa proposition de loi agraire connue sous le nom de Rogatio Sempronia (-133) qui reprenait le principe de l'anadasmos et dont le contenu était le suivant :
- limitations au droit de possessio individuelle de l'ager publicus : 500 jugères (± 125 ha), 250 jugères (± 63 ha) supplémentaires par enfant et maximum de 1000 jugères (± 250 ha) par famille ;
- institution d'un triumvirat chargé d'appliquer cette loi. Il s'y fait élire avec son frère Caïus et son beau-père Appius Claudius Pulcher pour l'année 133 av. J.-C. ;
- redistribution aux citoyens pauvres des terres récupérées à raison de 30 jugères (± 7,5 ha) par personne.

Lors de la présentation de son projet, il fit l'éloge du citoyen, évoquant son utilité pour Rome dans le domaine militaire et la considération que l'on doit lui apporter en conséquence. Il fit également la critique de l'esclave, jugeant de son inutilité militaire et de sa perpétuelle infidélité, évoquant la guerre servile qui secouait encore Rome une année auparavant.
Les sénateurs s'opposèrent à cette loi. En effet, celle-ci contrecarrait le jeu du clientélisme qui leur assurait de nombreux soutiens et des victoires électorales faciles. En effet, la distribution des terres était désormais assurée par la seule famille Sempronia et ses alliés, ce qui en faisait automatiquement bénéficiaires les clients des Gracques.
De plus, cette loi représentait une perte de pouvoir du Sénat et des sénateurs. En effet, le Sénat n'aurait plus le contrôle exclusif de l’ager publicus et le remembrement des terres entraînerait une réduction de la puissance des grands propriétaires, parmi lesquels beaucoup étaient des sénateurs, car la terre apportait la richesse et la dignitas.
Ils achetèrent un tribun de la plèbe, Octavius, pour que celui-ci fît usage de son intercessio (droit de veto sur les mesures qui lui semblent contraires aux intérêts de la population qu'il représente). Tibérius, après avoir demandé à deux reprises à Octavius de retirer son veto, en appela au peuple pour qu'il destituât Octavius. C'était la première fois que le peuple s'arrogeait le droit de destituer un tribun de la plèbe. Cette mesure allait à l'encontre des institutions de Rome, à l'encontre des lois, car seul le Sénat avait le droit de renvoyer un magistrat. La loi fut alors votée.

### Élimination
C'est alors que Tiberius se représenta à un second tribunat, lors de l'été 133 av. J.-C., pour l'année 132. Les historiens s'interrogent sur les motivations de Tibérius : pourquoi se présenter à un second tribunat ? Peut-être pour conserver une immunité, celle de tribun de la plèbe, mais c'est peu probable étant donné que son statut de Triumvir lui accorde déjà l'immunité. D'aucuns y voient la volonté d'établir un pouvoir personnel. Selon Plutarque cependant, c'est le conseil de ses amis qui l'aurait poussé à se représenter, craignant un complot des riches pour annuler sa loi agraire. On se rappelle, en effet, que le Sénat avait déjà acheté le tribun Octavius pour qu'il contrecarre les projets de Tibérius à propos de la répartition des terres, approuvée par le peuple.
Pendant l'été 133 av. J.-C., alors que l'assemblée plébéienne s'était réunie pour la réélection de Tiberius, le Grand Pontife Scipion Nasica se présente à l'Assemblée accompagné de sénateurs et d'hommes de main armés. Tiberius fut alors tué (son meurtre reste encore flou ; il y a deux hypothèses : soit il a été égorgé, soit il a été tué par un coup de banc) devant la porte du Capitole, à côté de la statue des rois. Trois cents de ses partisans furent massacrés lors de l'émeute et le cadavre de Tibérius fut jeté dans le Tibre.